# طريقة نسبة الإنجاز
نسبة الإنجاز (PoC) هي طريقة محاسبية لتقييم العمل الجاري (قيد التنفيذ)، وتُستخدم لتسجيل العقود طويلة الأجل. تسمح المبادئ المحاسبية المقبولة عمومًا (GAAP) باستخدام طريقة أخرى للاعتراف بالإيرادات في عقود البناء طويلة الأجل، وهي طريقة العقد المكتمل.

## متى تُستخدم
يُعد المحاسبة على العقود طويلة الأجل باستخدام طريقة نسبة الإنجاز استثناءً لمبدأ التحقق الأساسي. تُستخدم هذه الطريقة عندما تُحدد الإيرادات بناءً على التكاليف المتكبدة حتى الآن. تُستخدم طريقة نسبة الإنجاز في الحالات التالية:
- التأكد من تحصيل المدفوعات.
- قدرة نظام المحاسبة على:

1. تقدير الربحية
2. قياس التقدم نحو الإنجاز.

يتم الاعتراف بالخسائر في السنة التي يتم اكتشافها فيها، بنفس الطريقة المستخدمة في طريقة العقد المكتمل. كما أن طريقة عرض الميزانية العمومية متشابهة بين الطريقتين:

## الصيغ المستخدمة
يتم الاعتراف بالإيرادات والربح الإجمالي في كل فترة بناءً على تقدم البناء، أي نسبة الإنجاز. يتم تجميع تكاليف البناء بالإضافة إلى الأرباح المحققة حتى الآن في حساب أصول يسمى "البناء قيد التنفيذ" (Construction in Progress) ، ويتم تجميع فواتير التقدم في حساب خصوم يسمى "الفواتير على البناء قيد التنفيذ" (Billing on Construction in Process). عادةً لا يصنف البناء قيد التنفيذ كمخزون لأنه لا يتماشى مع معيار المحاسبة الدولي IAS 2.9 (المخزونات يجب أن تُسجل بأقل من التكلفة أو صافي القيمة القابلة للتحصيل).
الصيغة المقبولة على نطاق واسع للاعتراف بالدخل في الفترة الحالية هي:
{\displaystyle Inc_{k}=[{\frac {\sum _{i=1}^{m}Costs_{i}}{\sum _{i=1}^{N}E(Costs_{i})}}\cdot \sum _{i=1}^{N}Revenues_{i})]-\sum _{i=1}^{m-1}Inc_{i}.\,}
حيث..
- m = عدد الفترات المنقضية منذ بداية العقد.
- N = الطول المتوقع للعقد.
- k = الفترة الحالية.
- E = التكلفة التقديرية الإجمالية للعقد.

## أمثلة عملية
لنفترض أن التكلفة الإجمالية المقدرة للعقد هي 10,000 دولار، وقيمة العقد 12,000 دولار. من المتوقع إكمال المشروع خلال عامين.
بعد السنة الأولى، تكاليف المشروع المتكبدة هي 3,000 دولار. بناءً على طريقة نسبة الإنجاز:
- نسبة التكلفة = 3000 ÷ 10000 = 30%.
- بالتالي يتم الاعتراف بـ 30% من الإيرادات في قائمة الدخل للسنة الأولى.

بيان الدخل لشركة AnantPurohit Corporation Pvt. Ltd. للسنة المالية المنتهية في xx/yy/zzzz:
| مبيعات        | 3,600 (30% من 12,000) |
| تكلفة البضاعة | 3000                  |
| ربح           | 600                   |

في السنة الثانية، تتغير التكلفة المتوقعة إلى 11,000 دولار، والتكلفة حتى الآن 5,500 دولار (3,000 في السنة الأولى، 2,500 في الثانية). نسبة الإنجاز = 5500 ÷ 11000 = 50%.
الإيراد المعترف به للسنة الثانية = (50% من 12,000) – 3,600 (المعترف بها سابقاً) = 2,400 دولار.بيان الدخل لشركة AnantPurohit Corporation Pvt. Ltd. للسنة المالية المنتهية في xx/yy/zzzz+1:
| مبيعات        | 2400                                           |
| تكلفة البضاعة | 2,500 (5,500 حتى الآن – 3,000 في العام الماضي) |
| خسارة         | 100                                            |

في السنة الثالثة، ترتفع التكاليف المتوقعة إلى 15,000 دولار بسبب زيادة المواد الخام والأجور. نعلم أننا سنحقق خسارة قدرها 3,000 دولار في نهاية العقد. حتى الآن، التكاليف المتكبدة 10,500 دولار.
نسبة الإنجاز = 10,500 ÷ 15,000 = 70%
الإيراد المعترف به للسنة الثالثة = 70% من 12,000 – الإيرادات المعترف بها سابقًا = 8,400 – 6,000 = 2,400 دولار.
ولكن بسبب الخسارة المتوقعة البالغة 3,000 دولار يجب الاعتراف بالخسارة بالكامل في هذه الفترة. بالتالي تصبح تكلفة البضاعة 5,900 دولار (مجموع الخسارة المعترف بها والربح السابق + المبيعات).
بيان الدخل لشركة AnantPurohit Corporation Pvt. Ltd. للسنة المالية المنتهية في xx/yy/zzzz+2:
| مبيعات        | 2400  |
| تكلفة البضاعة | 5,900 |
| خسارة         | 3,500 |

في السنة النهائية، التكاليف 4,500 دولار والإيرادات 3,600 دولار. يتم تسجيل 3,600 دولار فقط لتكلفة البضاعة لأن الخسارة الكلية تم الاعتراف بها في السنة السابقة.
| مبيعات        | 3,600 |
| تكلفة البضاعة | 3,600 |
| الربح/الخسارة | 0     |

إجمالي الربح/الخسارة من العقد = 600-100-3,500 = 3,000 صافي الخسارة.

## عرض الميزانية العمومية
- في الأصول المتداولة، يظهر فائض التكاليف على الفواتير ("البناء قيد التنفيذ" - CIP).
- في الخصوم المتداولة، يظهر فائض الفواتير على التكاليف ("الفواتير على البناء قيد التنفيذ").[6]

## الإفصاحات المطلوبة
وفقًا للمعيار الدولي IAS 11.42-43 يجب على المنشأة عرض:
(أ) المبلغ الإجمالي المستحق من العملاء لأعمال العقد كأصل؛
(ب) المبلغ الإجمالي المستحق للعملاء لأعمال العقد كالتزام.
وهذه يجب أن تظهر كعناصر منفصلة في الميزانية العمومية.
المبلغ الإجمالي المستحق من/إلى العملاء مقابل أعمال العقد هو المبلغ الصافي الناتج عن:
(أ) التكاليف المتكبدة مضافًا إليها الأرباح المعترف بها؛ مطروحًا منها:
(ب) مجموع الخسائر المعترف بها والفواتير المرحلية
وذلك لجميع العقود قيد التنفيذ.

## روابط خارجية
- الهيئة السعودية للمراجعين والمحاسبين (SOCPA)
- الجمعية العربية الدولية للمحاسبين القانونيين (IASCA)
- IFRS – الإيرادات من العقود مع العملاء (IFRS 15)